# Puig d'Estany
El Puig d'Estany és una muntanya de 622 metres que es troba al municipi de Ponts, a la comarca catalana de la Noguera.